# Скрипачёва, Мария Матвеевна
Мария Матвеевна Скрипачёва (26 июля 1919, Прозорово, Тверская губерния — 20 июля 2002, Калининградская область) — звеньевая колхоза «Парижская Коммуна» Бежецкого района Калининской области, Герой Социалистического Труда (1948).

## Биография
Родилась 26 июля 1919 года в деревне Прозорово в крестьянской семье.
С образованием коммуны, а затем колхоза, активно участвовала в их деятельности.
С весны 1936 года работала в звене Александры Яковлевны Скрипачёвой, которая позже стала её свекровью.
В 1942 г. возглавила полеводческое звено по выращиванию технической культуры — льна-долгунца, из года в год добиваясь высоких урожаев.
В 1942 году на фронте был убит её муж — Скрипачёв Александр Петрович
По итогам работы в 1947 году звено М. М. Скрипачёвой добилось урожайности льна-долгунца 10,19 центнера с гектара и семян 5,01 центнера с гектара, что в несколько раз выше средней урожайности этой культуры в СССР.
Указом Президиума Верховного Совета СССР от 10 апреля 1948 года за получение высоких урожаев ржи, волокна и семян льна-долгунца в 1947 году Скрипачёвой Марии Матвеевне было присвоено звание Героя Социалистического Труда с вручением ордена Ленина и золотой медали «Серп и Молот».
В последующие годы звено М. М. Скрипачёвой продолжало получать высокие урожаи льна. За достигнутые успехи в 1948 году она была награждена вторым орденом Ленина, а по результатам работы за 1949 год — орденом Трудового Красного Знамени.
В 1997 г. после выхода на пенсию переехала жить к дочери в Калининградскую область.
Скончалась 20 июля 2002 года.